# Nagari Limau Lunggo
Nagari Limau Lunggo is een bestuurslaag in het regentschap Solok van de provincie West-Sumatra, Indonesië. Nagari Limau Lunggo telt 2384 inwoners (volkstelling 2010).